# Tadeusz Kostia
Tadeusz Adam Kostia (ur. 28 lutego 1919 w Krakowie, zm. 6 września 2016 w Warszawie) – polski konstruktor szybowcowy, wieloletni prezes Sekcji Lotniczej Stowarzyszenia Inżynierów i Techników Mechaników Polskich.

## Życiorys
Urodził się w rodzinie Henryka i Marii z domu Fordey. W 1936 r., jako uczeń gimnazjum, odbył miesięczną praktykę w 2 pułku lotniczym, a w 1937 r. przeszedł szkolenie szybowcowe w Bodzowie. Maturę uzyskał w 1937 r. i następnie w latach 1937–1939 szkolił się w Grupie Technicznej Szkoły Podchorążych Lotnictwa w Warszawie.
W czasie kampanii wrześniowej 1939 był żołnierzem w szeregach Samodzielnej Grupy Operacyjnej „Polesie”, a po bitwie pod Kockiem trafił do niemieckiego oflagu, z którego udało mu się wydostać. W latach 1940–1941 studiował na Politechnice Lwowskiej, a w czasie okupacji niemieckiej kontynuował studia na tajnej Politechnice Warszawskiej (w ramach Kreślarskich Kursów Rysunku Technicznego). Podczas powstania warszawskiego był sanitariuszem w oddziale „Bakcyl” (Sanitariat Okręgu Warszawskiego Armii Krajowej) - Szpital Maltański ul. Senatorska 42.
W 1946 r. uzyskał tytuł magistra na Wydziałach Politechnicznych Akademii Górniczej w Krakowie i podjął pracę wykładowcy aerodynami na tymże wydziale, jednocześnie będąc również od 1947 r. starszym konstruktorem w Instytucie Szybownictwa w Bielsku. Odbył szkolenie lotnicze w Cywilnej Szkole Pilotów i Mechaników . Od 1954 r. był kierownikiem biura konstrukcyjnego Szybowcowego Zakładu Doświadczalnego. Z Ireną Kaniewską opracował tam konstrukcję szybowców IS-5 Kaczka i SZD-7 Osa. Był również między innymi konstruktorem szybowców SZD-8 Jaskółka w wersjach "Jaskółka bis", W, Z, O, ter Z, SZD-14 Jaskółka M oraz SZD-17 Jaskółka L. W 1952 r. był członkiem zespołu konstruktorów SZD, który otrzymał Nagrodę Państwową III stopnia za opracowanie konstrukcji szybowców „Mucha”, „Jastrząb”, „Nietoperz”, „Sęp”, „Kaczka” i „Jaskółka”.
W 1957 r. kandydował na posła w wyborach do Sejmu PRL. W latach 1958–1964 piastował funkcję kierownika Ośrodka Konstrukcji Lotniczych WSK Mielec. W 1964 r. przeniesiony został do Instytutu Lotnictwa i podjął pracę w Zakładzie Wytrzymałości, zaś w latach 1979–1991 kierownika Branżowego Ośrodka Informacji Naukowej, Technicznej i Ekonomicznej Instytutu Lotnictwa. W 1979 r. uzyskał stopień doktora inżynierii na Politechnice Warszawskiej, gdzie obronił pracę doktorską dot. ekonomiki samolotów rolniczych.
W 1991 r. przeszedł na emeryturę.
Zmarł 6 września 2016 r. w Warszawie, pochowany na cmentarzu Wojskowym na Powązkach (kwatera D22-7-3).

## Ordery i odznaczenia
- Krzyż Komandorski Orderu Odrodzenia Polski (20 lipca 2001)[5][11]
- Złoty Krzyż Zasługi (27 kwietnia 1956)[12]
- Warszawski Krzyż Powstańczy[1]